# Bernardino Pallantieri
Bernardino Pallantieri, in religione fra' Girolamo (Castel Bolognese, 20 maggio 1533 – Bitonto, 25 agosto 1619), è stato un vescovo cattolico italiano.

## Biografia
Figlio di Francesco Pallantieri e di sua moglie Lucrezia Volpi, nacque in una famiglia nobile e facoltosa di Castel Bolognese.
Abbracciò la vita religiosa tra i frati minori conventuali nel 1547, prendendo il nome di fra' Girolamo, professò i voti nel 1548 e fu inviato a Cremona dove studiò presso la scuola di lettere umanistiche con i maestri Marco Tartesio e Giovanni Musonio; studiò poi filosofia a Ferrara sotto sotto Filippo Braschi e Vincenzo Maggio. Divenne lettore di logica nello studio dei frati minori conventuali di Bologna.
Fu ordinato prete nel 1558 e nel 1560 conseguì il titolo di maestro. Nel 1566 fu chiamato a Pavia e nominato teologo pubblico della locale università e reggente dello studio e nel 1568 fu chiamato dall'arcivescovo Carlo Borromeo come reggente dello studio di Milano; rientrò a Pavia nel 1573.
Fu nominato teologo commensale del cardinale di Montalto e si trasferì a Roma, dove collaborò alla preparazione dell'edizione critica delle opere di sant'Ambrogio.
Eletto ministro provinciale dei minori conventuali di Bologna nel 1582, nel 1585 fu chiamato a reggere la cattedra di teologo dello studio di Padova e nominato superiore della basilica e convento di Sant'Antonio. Dopo l'elezione a papa di Sisto V tornò a Roma come lettore alla Sapienza ed esaminatore dei vescovi.
Fu tra i 14 membri della commissione di religiosi francescani nominati da papa Clemente VIII per dirimere la questione De auxiliis gratiae.
Il 10 settembre 1603 fu eletto vescovo di Bitonto ma, trattenuto a Roma dal pontefice, raggiunse la sua sede solo nel 1605. Come vescovo, prese a modello Carlo Borromeo: si avvalse della collaborazione dei chierici regolari teatini e celebrò un sinodo diocesano, i cui atti furono pubblicati nel 1610.
Dopo la sua morte, il capitolo generale dei frati minori conventuali celebratosi a Roma nel 1623 ottenne la facoltà di iniziare il processo informativo su vita, virtù e fama di santità del vescovo e il 23 giugno 1763 gli atti dell'inchiesta giunsero a Roma.
La prima ricognizione delle reliquie ebbe luogo in occasione del ventennale della morte; altre ricognizioni canoniche si ebbero nel 1682 e nel 1961.

## Genealogia episcopale
La genealogia episcopale è:
- Cardinale Scipione Rebiba
- Cardinale Giulio Antonio Santori
- Cardinale Girolamo Bernerio, O.P.
- Vescovo Bernardino Pallantieri, O.F.M. Conv.